# 田中祐子
田中 祐子（たなか ゆうこ、1971年6月9日 - ）は、日本のバレリーナ、振付家である。

## 経歴
東京都出身。6歳からバレエを始め、1979年に日本ジュニアバレエに入会した。1982年に、AMステューデンツ第5期生に選抜された。1985年に橘バレヱ学校へ入学し、1989年には牧阿佐美バレヱ団に入団した。以降、同バレヱ団の主力バレリーナとして、団が新しい作品を上演するときの初演キャストに多く選ばれ、海外公演にも参加した。
1997年に文化庁芸術家在外研修員に選抜され、サンフランシスコバレエ団で1年の間研鑽を積んだ後に帰国した。その後は牧阿佐美バレヱ団で活動するとともに、新国立劇場バレエ団にも客演した。牧阿佐美バレヱ団が2006年に初演した高円宮憲仁親王の追悼作品『ア・ビアント』では、吉田都とのダブルキャストでヒロイン「カナヤ」役を務め、翌年の再演でも同役を演じた。2007年には、新国立劇場バレエ団の新制作作品『牧阿佐美の「椿姫」』にゲストとして主演している。
『ア・ビアント』のカナヤなどの可憐なヒロインから、『三銃士』の強烈な悪女ミレディーに至るまで幅広い役柄を踊りこなし、バランシンやプティなどの作品もレパートリーに入れている。ダンサー、振付家としての活動とともに、後進の指導も手がけている。

## 主な振付作品
- 『天圏地』（2000年）
- 『Turn up』（2002年）
- 『Red heat torpid』（2003年）

## 主な受賞歴
- 第16回全国舞踊コンクール第3位、埼玉県文化連盟会長賞（1983年）
- ローザンヌ国際バレエコンクール振付奨励賞（1989年）
- 村松賞（1993年）
- 第34回橘秋子賞優秀賞、第28回ニムラ舞踊賞（2008年）
- 第25回服部智恵子賞（2009年）[2]

## 出演

### テレビ
- キテ!ミテ（TBS、2001年5月23日）[4]
- ガガガガガレッジセール（日本テレビ） - 「ルルベ・ゴリバレエ団」振付も担当[5]